# Blazen tot honderd
Blazen tot honderd is een Nederlands-Belgische film uit 1998 van Peter van Wijk. Hij is gebaseerd op het boek Blazen tot honderd van Geert van Beek. De film heeft als internationale titels Dandelion Game en Blowing Til Hundred.

## Verhaal
Als de jonge Maurits zijn moeder verliest, is hij ontroostbaar. Hij keert zich af van de wereld en lijkt psychisch vreselijk aangedaan door het geval. Zelfs zijn vader weet niet wat hij met de jongen aan moet en dus stort die zich op zijn werk: schilderijen restaureren. Als Maurits op een dag Moniek tegenkomt, lijkt het in eerste instantie wel te klikken tussen die twee. Op een dag vinden ze bij het vuilnis een medaillon met een afbeelding van Jeanne d'Arc.
Als Maurits zich vervolgens inbeeldt dat Moniek Jeanne d'Arc is, bindt hij haar vast op een brandstapel...

## Rolverdeling
| Acteur             | Personage |
| ------------------ | --------- |
| Olivier Tuinier    | Maurits   |
| Marie Vinck        | Moniek    |
| Herbert Flack      | Vader     |
| Hilde Van Mieghem  | Moeder    |
| Wouter ten Pas     |           |
| Dora van der Groen |           |